# Samuel Langley

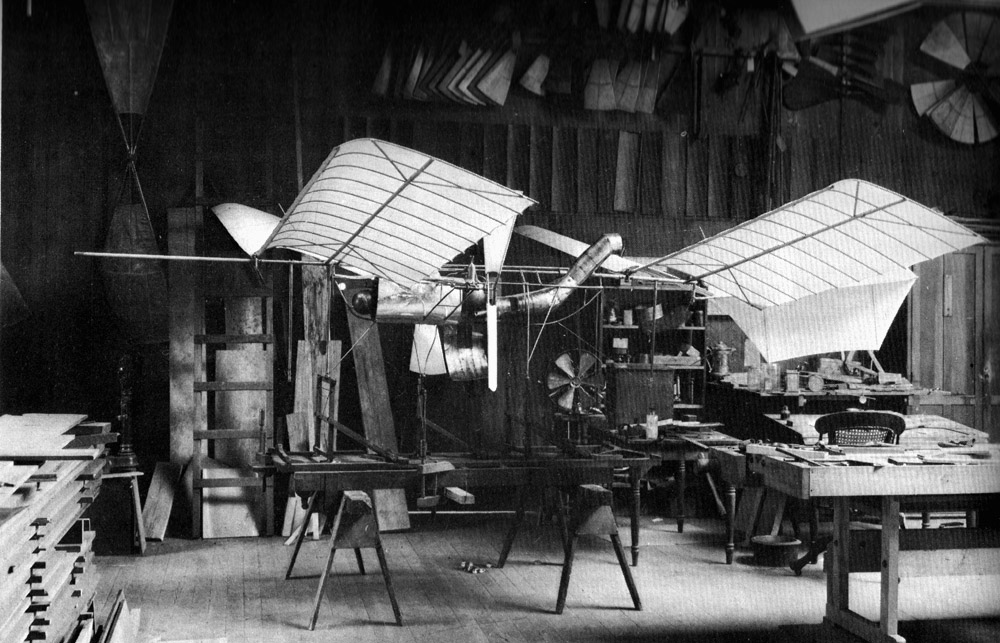
Modelo de Langley a escala 1/4, 1896.

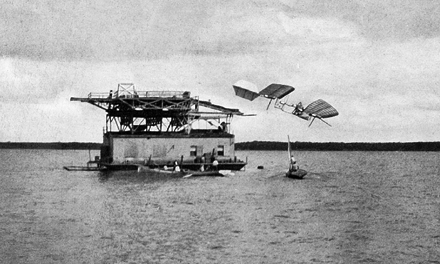
Prueba de aviación en el río Potomac, 1903.

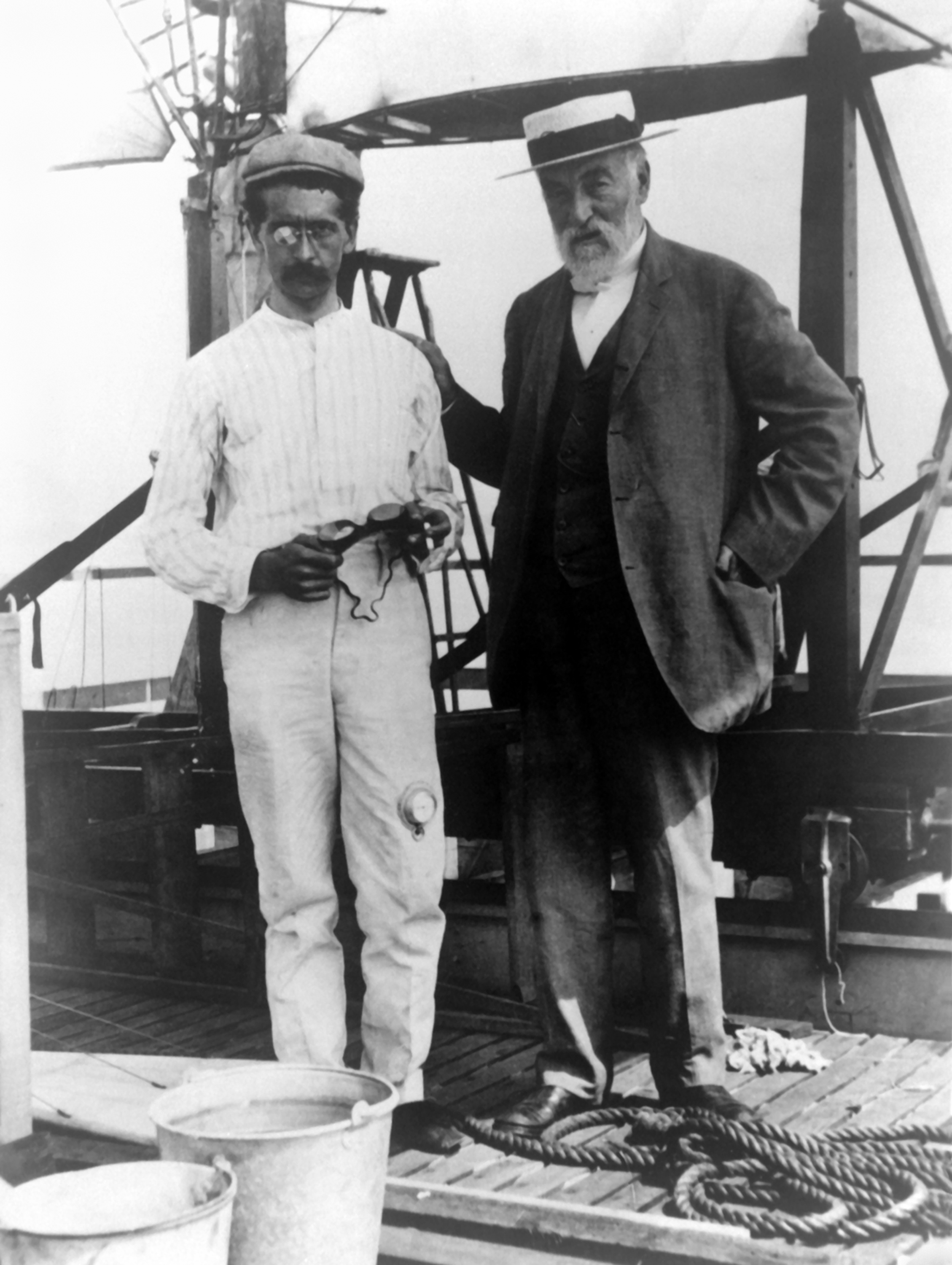
Manly con Langley.

Samuel Pierpont Langley (22 de agosto de 1834, Roxbury, Massachusetts (junto a Boston) - 27 de febrero de 1906, Aiken, Carolina del Sur) fue un astrónomo, físico e inventor estadounidense. Inventó el bolómetro y fue un pionero de la aviación.

## Biografía
Langley se graduó en la Boston Latin School, fue asistente en el Harvard College Observatory y más tarde se le concedió una cátedra de matemáticas en la Academia Naval de los Estados Unidos. En 1867 pasó a ser director del Observatorio de Allegheny y profesor de astronomía en Pittsburgh, Pensilvania, un cargo que ejerció hasta 1891 a pesar de que por esa época pasó a ser tercer secretario de la Smithsonian Institution en 1887. Langley fue el fundador del Observatorio Astrofísico Smithsoniano.
En 1886 recibió la Medalla Henry Draper de la Academia Nacional de Ciencias de Estados Unidos por sus contribuciones a la física solar. La publicación en 1890 de sus observaciones de los infrarrojos en el Observatorio de Allegheny en Pittsburgh junto con Frank Washington Very fueron empleadas por Svante Arrhenius para hacer los primeros cálculos del efecto invernadero.

## Trabajo en la aviación
Langley intentó fabricar el primer artefacto volador pilotado más pesado que el aire. Sus modelos volaron, pero sus dos intentos de vuelo pilotado fallaron, a pesar de que sus modelos eran menos ambiciosos que los de los hermanos Wright.
Langley empezó a experimentar con planeadores y aeroplanos impulsados por bandas elásticas, en los que la energía que mueve al avión se encontraba almacenada en la torsión de la banda. No fue capaz de reproducir los resultados de Alphones Pinaud, que ya había empleado esta técnica, pero eso no lo desanimó. Construyó un brazo rotatorio que tenía una función similar al túnel de viento de los hermanos Wright para probar sus artefactos. Obtuvo una beca del Departamento de Defensa de los Estados Unidos de 50.000 dólares y 20.000 de la Smithsonian Institution para desarrollar un aeroplano tripulado y continuar con modelos mayores de motor de vapor y gasolina. Sus diseños volaron a lo largo de distancias considerables, lo que demostraba la estabilidad y el empuje de sus modelos, dotados de elaboradas estructuras de alambre. Ofreció apoyo financiero a los hermanos Wright (que no lo aceptaron) y contrató a Charles M. Manly como ingeniero y piloto de pruebas.
Mientras se construían los fuselajes, el desarrollo del propulsor fue subcontratado a un fabricante de motores. Cuando el fabricante fracasó en su tarea de producir un motor con la potencia y peso especificados, Manly finalizó el diseño. Este motor ofrecía mucha más potencia por kilo que el de los hermanos Wright. El motor, aunque en gran parte no fuera obra de Langley, fue la contribución más importante del proyecto a la aviación.
Su máquina pilotada tenía dos pares de alas en tándem de estructura de alambre (una tras la otra). Tenía control de pendiente y de viraje, pero no de inclinación, para lo que dependía del reparto de pesos para mantener el ángulo adecuado. En contraste con la aproximación de los hermanos Wright, que buscaban un aeroplano ágil y ligero que pudiese acometer un fuerte viento, Langley evitó los accidentes fatales probando los artefactos sobre el agua del río Potomac. Esto hacía que necesitase de una catapulta para el lanzamiento. La aeronave no disponía de tren de aterrizaje, pues estaba previsto que el avión acabase en el agua tras el vuelo de demostración. Abandonaron el proyecto tras dos fallos en el despegue el 7 y 8 de diciembre de 1903. La mayor parte de los diseños fueron recuperados intactos del río.
La aeronave de Langley fue modificada y llegó a volar pilotada por Glenn Curtiss en 1914 en un intento fallido de luchar por la patente de los hermanos Wright.
Parece que Langley no encontró ninguna manera efectiva de igualar la innovación más importante de los Wright: la forma de controlar un aeroplano demasiado grande como para ser maniobrado por el peso del piloto. Así que si el “Airdome” (también conocido como Aerodrome) hubiera despegado, Manly habría estado expuesto a un peligro considerable y la reputación de los Wright no se habría visto demasiado resentida.
En su defensa se puede alegar que Langley tuvo que redactar numerosos informes y propuestas a sus patrocinadores, mientras que los Wright disponían de libertad, pues gastaban su propio dinero.

## Reconocimientos
- El nombre de Langley se ha empleado para denominar múltiples elementos relacionados con la aviación, como:

- Medalla Langley
- Langley X-43A Hyper-X de la NASA
- NASA Langley Research Center (NASA LaRC), Hampton, Virginia
- Langley Air Force Base
- Langley Memorial Aeronautical Laboratory
- USS Langley (CV-1)
- USS Langley (CVL-27)

- En la Segunda Guerra Mundial, el carguero SS Samuel P. Langley fue nombrado en su honor.
- El Langley es una unidad de radiación solar
- El cráter lunar Langley lleva este nombre en su memoria.[2]
- El asteroide (3866) Langley también conmemora su nombre.